# ساندرا غوميز
ساندرا غوميز (بالإسبانية: Sandra Gómez) هي دراجة كولومبية، ولدت في 30 ديسمبر 1971.

## وصلات خارجية
- ساندرا غوميز على موقع أرشيف الدراجات (الإنجليزية)
- ساندرا غوميز على موقع إحصائيات الدراجات الإحترافية (الإنجليزية)